# Iman al-Shanti
Iman Hatim al-Shanti (arabisch إيمان حاتم الشنطي, DMG Īmān Ḥātim aš-Šanṭī, geb. 1987 oder 1988, gest. am 11. Dezember 2024 in Gaza-Stadt) war eine im Gazastreifen arbeitende palästinensische Journalistin und Moderatorin, die unter anderem für Radio Stimme al-Aqsa und das Al-Jazeera-Format AJ+ arbeitete. Während des Israel-Gaza-Krieges wurde am 11. Dezember 2024 zusammen mit ihrem Ehemann und drei ihrer vier Kinder am 11. Dezember 2024 bei einem israelischen Luftangriff auf ihre Wohnung getötet.

## Leben

### Arbeit
Al-Shanti arbeitete seit mehr als einem Jahrzehnt als Journalistin und Moderatorin im Gazastreifen, wo sie für verschiedene lokale Sender tätig war, darunter das von der militant-islamistischen Hamas betriebene Radio Stimme Al-Aqsa (إذاعة صوت الأقصى). Dort moderierte und produzierte sie die beliebte Sendung Asl al-Qisa (أصل القصة), das gesellschaftliche Themen, Frauenrechte und die täglichen Herausforderungen des Lebens in Gaza thematisierte. Ebenso arbeitete sie als Reporterin für das Al-Jazeera-Format AJ+. Al-Shanti engagierte sich sozial.

## Tötung im Israel-Gaza-Krieg
Am 11. Dezember 2024 führte die israelische Armee im Stadtviertel Sheikh Radwan von Gaza-Stadt einen Luftangriff auf das Wohnhaus aus, in dem al-Shanti mit ihrer Familie wohnte. Dabei wurden Iman al-Shanti, ihr Ehemann Helmi und ihre drei kleinen Kinder Alma, Omar und Bilal getötet. Ihr viertes Kind, die 13-jährige Tochter Banan, überlebte und wurde mit schweren Verletzungen ins Krankenhaus gebracht. Bei dem Angriff wurde al-Shantis Wohnung als einzige im Gebäude zerstört.

## Rezeption ihres Todes
Shantis Journalistenkollegen und Organisationen für Pressefreiheit gingen von einem gezielten Angriff auf al-Shanti und ihre Familie aus, da sie Journalistin war. Dabei verwiesen sie darauf, dass der Raketeneinschlag ihre Wohnung traf, welche als einzige im Gebäude zerstört wurde.
Die israelischen Behörden reagierten nicht auf Anfragen der britischen Zeitung The Guardian zum Tod von Iman al-Shanti. Auch eine Anfrage des Komitees zum Schutz von Journalisten (CPJ) beantwortete die israelische Armee nicht.
Nach Kiran Natish, Direktorin der Coalition for Women in Journalism (CFWIJ), war Shanti die 26. bzw. 27. Frau unter den im Israel-Gaza-Krieg getöteten palästinensischen Journalisten. Seit Beginn des Krieges im Oktober 2027 dokumentierte die Organisation 27 getötete, 49 verletzte, 75 verhaftete und zwei vermisste weibliche Journalisten.
Laut der Palästinensischen Journalisten-Union erreichte die Anzahl der von Israel getöteten Journalisten mit Shanti nun 193. Die Organisation verurteilte „das internationale Schweigen und das Versagen, palästinensische Journalisten zu schützen und ihnen zu ermöglichen, ihre beruflichen Pflichten gemäß internationalen Gesetzen und humanitären Konventionen zu erfüllen.“